# Tropicus ladonnae
Tropicus ladonnae là một loài bọ cánh cứng trong họ Heteroceridae. Loài này được Ivie & Stribling miêu tả khoa học đầu tiên năm 1984.